# Beach Head II: The Dictator Strikes Back
Beach Head II: The Dictator Strikes Back (également connu sous le nom de Beach-Head II) est un jeu vidéo sorti en 1985 pour le Commodore 64, une suite de Beach Head, développé et édité par Access Software. Il a été conçu par Bruce Carver et son frère, Roger, et a été édité pour l'Amstrad CPC, Apple II, la famille Atari 8 bits, le Commodore 64 et le ZX Spectrum.

## Système de jeu
Beach-Head II présente le joueur poursuivant le Dictateur éponyme de plusieurs manières. Il y a quatre niveaux dans le jeu. Dans le premier niveau, appelé Attack, le joueur déploie des soldats le long d'un chemin avec des murs pour les protéger de l'arme du Dictateur. L'objectif est de détruire l'arme. Le deuxième niveau consiste à sauver les prisonniers des obstacles mortels en les détruisant avec une arme. L'objectif du troisième niveau est de s'échapper de la zone en pilotant un hélicoptère avec les prisonniers hors de la forteresse du dictateur. Et enfin le joueur et le Dictateur s'affrontent, sur des falaises opposées, séparés par l'eau. Pour vaincre son adversaire, le joueur doit le faire tomber dans l'eau en lui lançant des couteaux. Le Dictateur essaie de faire de même avec le joueur.
En mode solo, il existe trois niveaux de difficultés, plus elle élevée, plus les mouvements de l'adversaire seront plus rapides et utilisera une meilleure intelligence artificielle. En mode à deux joueurs, un joueur contrôle le camp habituel tandis que l'autre contrôle les forces du Dictateur.

## Accueil
Ahoy! a examiné la version Commodore 64 de Beach Head II, et a déclaré que le premier mini-jeu, "Attack", était le meilleur, mais a critiqué l'illogique d'avoir un joueur contrôlant le Dictator pour transporter les gens en sécurité dans "Rescue", résumant Beach-Head II comme "l'un des meilleurs jeux tête-à-tête pour le Commodore, et l'ordinateur fait un puissant adversaire en solitaire". ANALOG Computing était plus critique, qualifiant la version Atari du jeu de « médiocre », avec des graphismes « acceptables » et « peu d'action ».
Zzap!64 a donné à la version Commodore 64 du jeu un score global de 90%, et a fait l'éloge de ses graphismes « fantastiques », de ses animations « de pointe" et de son discours synthétisé de « première classe ». Zzap! a fait l'éloge du gameplay d'arcade d'action « varié » et « amusant » de Beach Head II, ainsi que de son mode à deux joueurs, qualifiant en outre le jeu de « must absolu ». Le magazine sœur de Zzap!, Crash, a attribué à la version ZX Spectrum de Beach Head II une note plus modeste de 74%, le critiquant comme « manquant de rejouabilité », affirmant que si ses graphismes sont «bruts», ils fonctionnent bien, déclarant en outre que les meilleures qualités de la version Commodore 64 sont son discours et ses graphismes, qui manquent dans le port Spectrum, laissant un « jeu assez simple et ennuyant ».